# Pfarrkirche Bruck am Ziller

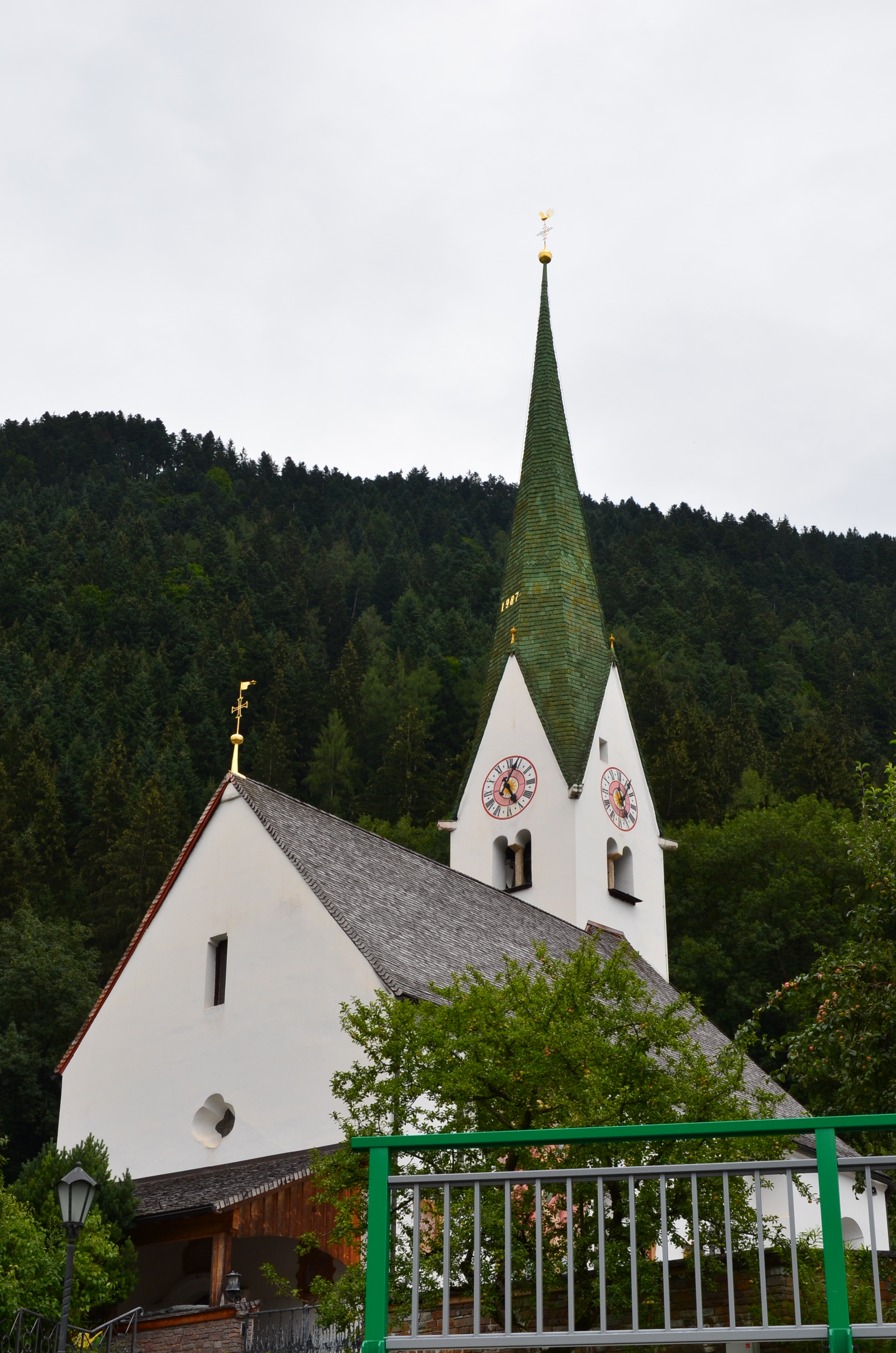
Katholische Pfarrkirche hl. Leonhard in Bruck am Ziller

Innenansicht mit seitlich aus der Mittelachse versetztem Chor

Die  Pfarrkirche Bruck am Ziller steht mittig im Dorf der Gemeinde Bruck am Ziller im Bezirk Schwaz im Bundesland Tirol. Die dem Patrozinium hl. Leonhard von Limoges unterstellte römisch-katholische Pfarrkirche gehört zum Dekanat Reith im Alpbachtal in der Erzdiözese Salzburg. Die Kirche steht unter Denkmalschutz (Listeneintrag).

## Geschichte
Urkundlich wurde 1337 eine Kirche genannt. Die Kirche wurde 1891 zur Pfarrkirche erhoben.

## Architektur
Der barocke Saalbau mit einem im Kern gotischen Chor und einem Nordturm ist von einem Friedhof umgeben. Außen südseitig zeigt die Kirche das Fresko hl. Christophorus mit Wappen 1718 sowie am Langhaus außen gemalte Kreuzwegstationen 1735, teils zerstört.
Das Kircheninnere zeigt ein vierjochiges Langhaus unter einem Stichkappentonnengewölbe auf Wandpfeilern. Der Chorbogen ist mit Bandlwerkstuck (um 1730) dekoriert. Der Chor zeigt eine erhaltene gotische Rippenführung und reichen Akanthusstuck aus 1648. Im Turmerdgeschoß gibt es ein Kreuzrippengewölbe mit einem runden Schlussstein.

## Ausstattung
Der Hochaltar ist ein barocker Säulenaltar. Über den seitlichen Altartüren stehen große Statuen der Heiligen Ulrich und Nikolaus von Josef Martin Lengauer (1768).
Die fünf Deckenfresken im Langhaus zeigen die Heilige Sippe (mit den Heiligen Joseph, Maria mit Kind, Joachim und Anna sowie dem Johannesknaben) sowie in Grisaille die vier abendländischen Kirchenväter (1822).
An der Emporenbrüstung sind Relieffiguren von Christus und den zwölf Aposteln (um 1500) angebracht.